# Daniel Amartey
 Daniel Amartey  (Acra, Ghana, 21 de diciembre de 1994) es un futbolista ghanés. Juega de centrocampista y se encuentra sin equipo tras abandonar el Beşiktaş J. K.

## Estadísticas

### Clubes
Actualizado al último partido disputado el 8 de abril de 2023.
| Club                             | Div.          | Temporada     | Liga  | Liga  | Copas nacionales | Copas nacionales | Copas internacionales | Copas internacionales | Total | Total |
| Club                             | Div.          | Temporada     | Part. | Goles | Part.            | Goles            | Part.                 | Goles                 | Part. | Goles |
| -------------------------------- | ------------- | ------------- | ----- | ----- | ---------------- | ---------------- | --------------------- | --------------------- | ----- | ----- |
| International Allies F. C. Ghana | 2.ª           | 2011-12       | ?     | ?     | ?                | ?                | —                     | —                     | ?     | ?     |
| International Allies F. C. Ghana | 2.ª           | 2012-13       | ?     | ?     | ?                | ?                | —                     | —                     | ?     | ?     |
| International Allies F. C. Ghana | Total club    | Total club    | ?     | ?     | ?                | ?                | 0                     | 0                     | ?     | ?     |
| Djurgårdens IF Fotboll · Suecia  | 1.ª           | 2013          | 23    | 0     | 6                | 1                | —                     | —                     | 29    | 1     |
| Djurgårdens IF Fotboll · Suecia  | 1.ª           | 2014          | 11    | 0     | 1                | 0                | —                     | —                     | 12    | 0     |
| Djurgårdens IF Fotboll · Suecia  | Total club    | Total club    | 34    | 0     | 7                | 1                | 0                     | 0                     | 41    | 1     |
| F. C. Copenhague Dinamarca       | 1.ª           | 2014-15       | 29    | 3     | 5                | 0                | 9                     | 3                     | 43    | 6     |
| F. C. Copenhague Dinamarca       | 1.ª           | 2015-16       | 15    | 0     | 2                | 0                | 3                     | 0                     | 20    | 0     |
| F. C. Copenhague Dinamarca       | Total club    | Total club    | 34    | 3     | 7                | 0                | 12                    | 3                     | 63    | 6     |
| Leicester City F. C. Inglaterra  | 1.ª           | 2015-16       | 5     | 0     | 0                | 0                | —                     | —                     | 5     | 0     |
| Leicester City F. C. Inglaterra  | 1.ª           | 2016-17       | 24    | 1     | 3                | 0                | 8                     | 0                     | 35    | 1     |
| Leicester City F. C. Inglaterra  | 1.ª           | 2017-18       | 8     | 0     | 6                | 0                | —                     | —                     | 14    | 0     |
| Leicester City F. C. Inglaterra  | 1.ª           | 2018-19       | 9     | 0     | 1                | 0                | —                     | —                     | 10    | 0     |
| Leicester City F. C. Inglaterra  | 1.ª           | 2019-20       | 0     | 0     | 0                | 0                | —                     | —                     | 0     | 0     |
| Leicester City F. C. Inglaterra  | 1.ª           | 2020-21       | 12    | 1     | 3                | 0                | 2                     | 0                     | 17    | 1     |
| Leicester City F. C. Inglaterra  | 1.ª           | 2021-22       | 28    | 0     | 3                | 0                | 9                     | 1                     | 40    | 1     |
| Leicester City F. C. Inglaterra  | 1.ª           | 2022-23       | 19    | 0     | 4                | 0                | ―                     | ―                     | 23    | 0     |
| Leicester City F. C. Inglaterra  | Total club    | Total club    | 105   | 1     | 20               | 0                | 19                    | 1                     | 144   | 3     |
| Total carrera                    | Total carrera | Total carrera | 173   | 4     | 34               | 1                | 31                    | 4                     | 248   | 10    |

## Palmarés

### Campeonatos nacionales
| Título           | Club                 | País       | Año  |
| ---------------- | -------------------- | ---------- | ---- |
| Premier League   | Leicester City F. C. | Inglaterra | 2016 |
| FA Cup           | Leicester City F. C. | Inglaterra | 2021 |
| Community Shield | Leicester City F. C. | Inglaterra | 2021 |
| Copa de Turquía  | Beşiktaş J. K.       | Turquía    | 2024 |